# 36 Andromedae
36 Andromedae (kurz 36 And) ist ein Stern mit der scheinbaren Helligkeit von 5,46 mag im Sternbild Andromeda. Er befindet sich zwischen Eta und Zeta Andromedae. Seine Entfernung beträgt etwa 124 Lichtjahre. Er ist ein enges, mit bloßem Auge nicht auflösbares Doppelsternsystem, dessen Komponenten, zwei gelborange Unterriesen, 6,1 mag und 6,5 mag hell sind. Ihre minimale Distanz im Periastron erreichten sie 1957, als sie nur 0,6" auseinanderstanden; bis 2040 wird ihr Abstand auf etwa 1,4" angewachsen sein. Sie umkreisen einander in knapp 168 Jahren. Die große Halbachse ihrer Bahn beträgt etwa 0,98", die Exzentrizität der Bahn etwa 0,31 und die Bahnneigung etwa 44,6°.